# Ferdinando Valencia
Ferdinando Valencia (Comala, Colima; 15 de abril de 1982)[cita requerida] es un actor y modelo mexicano.

## Biografía
Es el mayor de cuatro hermanos (un hombre más y dos mujeres).
Debutó en televisión en Código postal (2006-2007), bajo la mano del productor José Alberto Castro.
En el 2007, se integró al elenco de Tormenta en el paraíso, producción de Juan Osorio, trabajo que alternó con su participación en el show Piel caliente; donde trabajó con el grupo en el espectáculo Solo para mujeres.
En 2008, Ferdi realizó su primer papel de villano en En nombre del amor, versión de la telenovela Cadenas de amargura de (1991).
En el año 2008 también participó en la campaña "Piel de estrellas" para la revista TVyNovelas de México. y en 2009 fue objeto de una broma por parte del equipo encabezado por Omar Chaparro para el programa Hazme reír y serás millonario.
En 2009, formó parte del reparto de Camaleones de Rosy Ocampo en donde realizó el antagónico juvenil. También participa en el videoclip musical del sencillo de Pee Wee "Tan feliz" (2009) junto a Sherlyn González, uno de los temas de dicha telenovela.
En 2010 realizó una participación especial en Hasta que el dinero nos separe como "El Rizos".
En 2009 formó parte del grupo musical Camaleones.
En teatro ha participado en seis obras distintas, según declaraciones del mismo actor.
En 2010 participa en la telenovela Cuando me enamoro interpretando a Chema.
En 2011 participa en la telenovela La fuerza del destino dando vida a Saúl Mondragón, uno de los villanos de la trama.
En 2012 se integra al elenco de la telenovela Por ella soy Eva donde  interpreta a Renato Camargo.
En 2013 forma parte del elenco de la telenovela Mentir para vivir interpretando a uno de los antagonistas de la historia, Berto Martín.
En el mismo año forma parte del elenco en una producción de Angelli Nesma, la telenovela Lo que la vida me robó, donde interpreta a Adolfo.

## Trayectoria

### Telenovelas
- Papás por conveniencia (2024-2025) - Guzmán Muriel[19][20]
- Vuelve a mí (2023-2024) - Braulio Zepeda[21]
- Vencer el pasado (2021) - Javier Mascaró[22][23]
- La mexicana y el güero (2021) - Sebastián de la Mora "Sebas"[24]
- Como tú no hay 2 (2020) - Damián Fuentes Jasso[25]
- Por amar sin ley (2019) - Víctor[26]
- Simplemente María (2015-2016) -  Cristóbal Cervantes Núñez[27]
- Que te perdone Dios (2015) - Diego Muñoz[28]
- Lo que la vida me robó (2013-2014) - Adolfo Argüelles, el Alacrán
- Mentir para vivir (2013) - Berto Martín
- Por ella soy Eva (2012) - Renato Camargo
- La fuerza del destino (2011) - Saúl Mondragón
- Cuando me enamoro (2010-2011) ....  José María "Chema" Rivero
- Hasta que el dinero nos separe (2010) .... El Rizos
- Camaleones (2009-2010) .... Patricio Calderón
- En nombre del amor (2008-2009) .... Germán Altamirano
- Tormenta en el paraíso (2007-2008) .... Lisandro Bravo
- Código postal (2006-2007) .... Guillermo de Alba Fernández

### Series de televisión
- Hoy voy a cambiar (2017) - José Vargas[29]
- Locas de amor (2009)

### Realities
- Mira quien baila  (2022) - Participante[30]
- Top Chef VIP  (2022) - Participante (5.º Lugar)[31]
- Bailando por un sueño  (2017) - Participante (4.º Lugar)
- Reto 4 Elementos (2018) Participante (9.º Lugar)[32]
- México tiene talento  (2018) - Jurado [32]

## Premios y reconocimientos

### Premios TVyNovelas
| Año  | Categoría             | Telenovela        | Resultado |
| ---- | --------------------- | ----------------- | --------- |
| 2017 | Mejor actor coestelar | Simplemente María | Nominado  |
| 2013 | Mejor actor juvenil   | Por ella soy Eva  | Ganador   |